# Fröschemuseum

Das Museum von Estavayer (auch: Fröschemuseum) ist eine Kultureinrichtung in Estavayer-le-Lac im Kanton Freiburg in der Schweiz. Es wurde 1927 gegründet und ist in einem herrschaftlichen Haus aus dem 15. Jahrhundert untergebracht. Wegen seiner Sammlung von präparierten Fröschen wird es oft auch Froschmuseum genannt. 

## Geschichte
Das Museum von Estavayer ist ein regionales Museum. Ein Grossteil der Sammlungen besteht aus Schenkungen von Familien aus Estavayer und Freiburg. Diese reflektieren die Kultur und die Geschichte der Region. Der Spitzname Froschmuseum ist auf die Sammlung von 108 naturalisierten Fröschen zurückzuführen. Diese präsentieren sich in menschlichen Posen ein und veranschaulichen den Alltag des 19. Jahrhunderts.
Das Museum wurde 1900 von der Société de développement de la ville, der Vorgängerin des Touristenbüros gegründet. Die offizielle Einweihung, in seiner noch heutigen Form als Gemeindemuseum, fand am 8. Mai 1927 statt.
Das Museum verfügt über fünf thematisch unterschiedliche Säle: Waffen, Alltag, häusliches Leben, Naturkunde und Landwirtschaft sowie die Froschsammlung. Das Museum bietet auch Wechselausstellungen.

## Geschichte des Gebäudes
Das Museum ist in einem altherrschaftlichen Haus untergebracht, das ab 1406 bis zu seinem Tod in 1443 im Besitz von Humbertus dem Bastard war. Er war Statthalter von Estavayer und der Halbbruder von Amedeus VIII., Graf von Savoyen.
Die Strassenfront ist mit einer Fensterreihe mit Blendmasswerk seit 1408 nahezu unverändert geblieben. Auf der Rückseite des Hauses befanden sich mehrere Höfe. Ursprünglich dem Gemüseanbau gewidmet, sind sie heute ein öffentlicher Park, der durch den Durchgang unter dem Museum zugänglich sind.

## Sammlungen

### Waffen
Das Museum von Estavayer verfügt über eine Waffensammlung, die sich aus lokalen Schenkungen aber auch aus dem Ausland stammenden Stücken zusammensetzt. Der Großteil dieser Sammlung wurde von Hubert de Boccard (1835–1908) vermacht. Weitgereister Abenteurer, diente er unter anderem auch der Armee. Sein Interesse für Waffen zeigt sich in seiner Sammlung, die Schuss- und Hast Waffen, Messer und andere militärische Ausrüstungen umfasst.
Die nahe Grenze zu Frankreich hat zweimal ausländische Regimenter in die Region gebracht: die Internierung der Bourbakis 1870 und die der Spahis im Zweiten Weltkrieg. Ihre Spuren, in Form von militärischen Objekten und Schenkungen, wurden später Teil des Museums.

### Alltagsgegenstände
Diese Sammlung besteht hauptsächlich aus Schenkungen lokaler Familien und entstammten dem Handwerk und dem häuslichen Leben. Holz-, Leder- und Metallwerkzeug aus dem Bereich Handwerk, Kleidung, Accessoires und Gesellschaftsspiele aus dem häuslichen Bereich. Dazu gehört auch eine im Stil des 17. Jahrhunderts rekonstruierte Küche und Spinnräder, so wie Schlösser und Schlüssel.

### Kunst
Eine Vielzahl von Gemälden schmückt die Wände der Ausstellung. Portraits von historischen Persönlichkeiten und Mitglieder wichtiger Familien der Region, Ansichten von Estavayer und Umgebung, sowie religiöse Darstellungen. Einzigartig sind die collagierten Spinnweben von Georges Hauchecorne.  

### Naturkunde
Das Museum verfügt auch über eine naturkundliche Sammlung, die aus einer großen Anzahl von Vögeln aus der Region aber auch Tieren aus anderen Ländern besteht. Ein Kaiman ist eines dieser exotischeren Tiere.

### Froschsammlung
Die berühmteste Sammlung des Museums von Estavayer ist die, die ihr den Spitznamen Froschmuseum verleiht: die 108 naturalisierten Frösche. Sie entstand Mitte des 19. Jahrhunderts und wird François Perrier zugeschrieben, der bis 1848 als Unteroffizier dem Vatikan diente.
Die Frösche nehmen menschliche Posen ein und zeigen damalige Alltagsszenen: ein Wahlbankett, ein Klassenzimmer, ein Familienessen oder als Soldaten beim Exerzieren. Die Froschsammlung wurde in den 1920er und 1930er Jahren dem Museum vermacht. Zwischen 2012 und 2015 wurde sie restauriert und ihre Ausstellung zu diesem Anlass neu gestaltet.

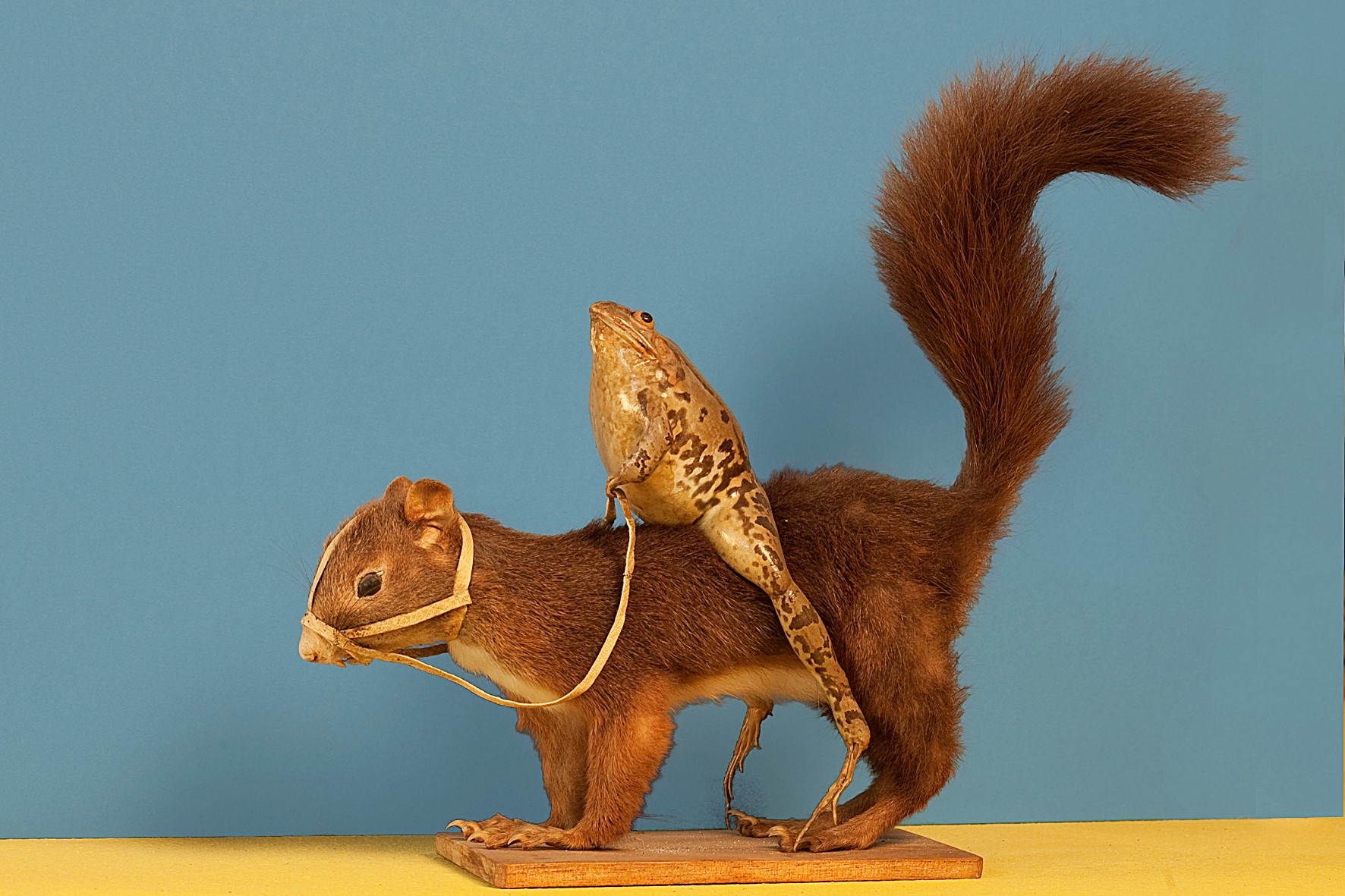
Der Reiter
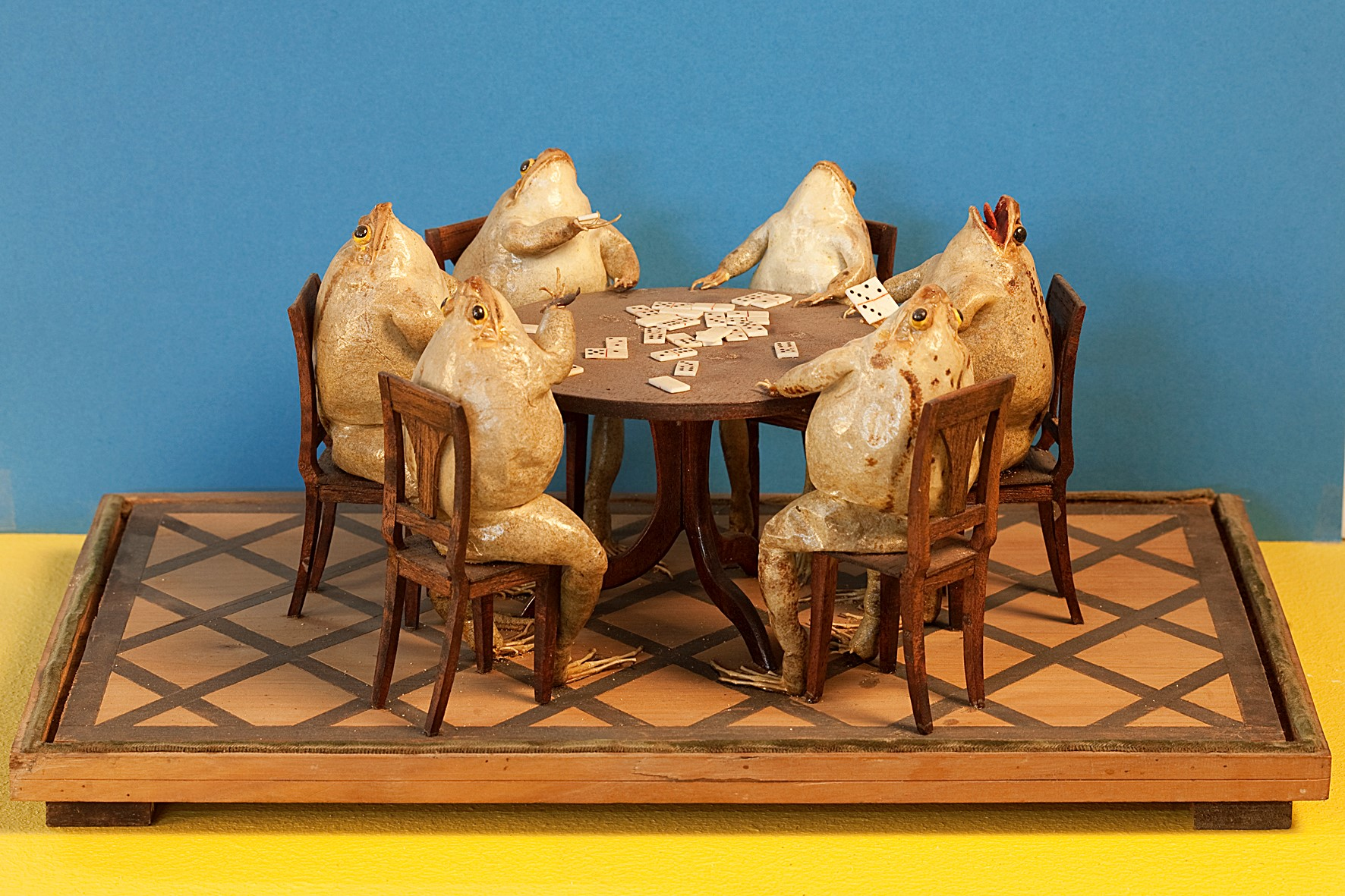
Das Domino-Spiel